# 項遠
項遠（？—1646年6月1日（隆武二年四月甲午）），字千里，寧國府旌德縣人，南明軍事人物。

## 生平
項遠自諸生出身，隆武元年十二月十九日（1646年2月3日）和洪士魁在歙縣起兵，與中書舍人程士達、中軍總兵吳國禎、陳明卿、程士洪、余元寬、范天麟、潘文龍，指揮余公瓚、孫甲，副總兵程羽申、陳有功，遊擊余元英、陳尚遇、陳士秀、都司汪以玉、守備萬全，百戶鄭綱、武舉洪在德、諸生黃士良、程繼約等人先後跟隨金聲及滎陽王朱蘊鈐攻打徽州。次年正月十四日，他收復績溪，斬殺清朝任命的知縣侯憲武；到四月屯駐時長街被執敵軍擒獲，在西河萬年橋被殺，臨死前還在大叫：「我們二十年後，又可以來殺你們了。」

## 引用
1. ↑  錢海岳《南明史·卷二·本紀第二》：（隆武二年四月）甲午，……諸生項遠、洪士魁等戰歙縣長沖，死之。
2. 1 2  錢海岳《南明史·卷四十六·列傳第二十二》：中書舍人程士達，中軍總兵吳國禎、陳明卿、程士洪、余元寬、范天麟、潘文龍，指揮余公瓚、孫甲，副總兵程羽申、陳有功，遊擊余元英、陳尚遇、陳士秀，都司汪以玉，守備萬全，百戶鄭綱，武舉洪在德、洪士魁，諸生項遠、黃士良、程繼約，先後從（金）聲及滎陽王蘊鈐攻徽州不克……遠，字千里，旌德人。隆武元年十二月十九日，（洪士魁、項遠）二人起兵歙縣。
3. ↑  錢海岳《南明史·卷四十六·列傳第二十二》：二年正月十四日，復績溪，斬知縣侯憲武。四月，屯長街被執，死西河萬年橋。臨命大聲曰：「我輩二十年後，又可來殺若矣。」